# ピエール＝ガブリエル・ビュファルダン
ピエール＝ガブリエル・ビュファルダン（Pierre-Gabriel Buffardin, 1690年 - 1768年）は、フランス・バロック音楽の作曲家、フルート奏者。プロヴァンス出身。ドレスデンにおいてザクセン選帝侯の宮廷楽師（首席フルート奏者）を1715年から1749年まで務める。門人に著名なヨハン・ヨアヒム・クヴァンツがいるほか、イスタンブールで大バッハの兄ヨハン・ヤーコプにフルートを指導している。
ビュファルダンの作品のうち、確かに真作とわかっているものは《フルート・ソナタ》のみである。《5声の協奏曲ホ短調》（Concerto à cinq）は、愛弟子クヴァンツのために作曲された。ビュファルダンについてクヴァンツはこのように述べている。「（ビュファルダンは）速い曲ばかりを吹いていました。その点では先生に敵いませんでした。」